# Agnieszka Jerzyk
Agnieszka Jerzyk (* 15. Januar 1988) ist eine polnische Duathletin und Triathletin. Sie ist Duathlon-Weltmeisterin U23 (2008), Triathlon-Universitäts-Weltmeisterin (2010), Triathlon-Weltmeisterin in der Klasse U23 (2011), Militär-Weltmeisterin Triathlon (2011), fünffache Triathlon-Staatsmeisterin (2013–2020) und zweifache Olympiastarterin (2012, 2016).

## Werdegang

### U23-Weltmeisterin Duathlon 2008
Agnieszka Jerzyk startete 2005 bei ihrem ersten Triathlon und 2008 wurde sie Duathlon-Weltmeisterin U23. Im Mai 2009 wurde sie Vizeeuropameisterin auf der Duathlon-Kurzdistanz (10 km Laufen, 40 km Radfahren und 5 km Laufen).
2010 wurde sie im Triathlon U23-Europameisterin. Bei den Universitäts-Weltmeisterschaften in Valencia gewann Agnieszka Jerzyk die Einzelwertung und sie gewann zusammen mit Paulina Kotfica und Anna Grzesiak auch die Goldmedaille in der Teamwertung.

### U23-Weltmeisterin Triathlon 2011
2011 wurde sie in Peking Triathlon-Weltmeisterin in der Klasse U23 und gewann auch die Triathlon Militär-Weltmeisterschaft.
Bei den Olympischen Sommerspielen 2012 in London belegte Agnieszka Jerzyk den 25. Rang. Im August 2013 wurde sie polnische Triathlon-Staatsmeisterin auf der Kurzdistanz und 2015 konnte sie diesen Erfolg wiederholen. Im Juni 2015 wurde sie Sechste bei der Europameisterschaft auf der olympischen Kurzdistanz. In der ITU-Jahreswertung belegte sie 2016 als beste Polin den 47. Rang.

### Olympische Sommerspiele 2016
Agnieszka Jerzyk startete im August 2016 als einzige Polin bei den Olympischen Spielen in Rio de Janeiro und belegte dort den 22. Rang. Im August 2017 wurde sie im deutschen Sassenberg Militär-Vizeweltmeister.
Im August 2018 wurde sie zum vierten Mal polnische Triathlon-Staatsmeisterin auf der Triathlon-Kurzdistanz und im September konnte sie in Portugal mit dem Ironman 70.3 Cascais ihr drittes Ironman-70.3-Rennen gewinnen.
Im Juli 2020 wurde die damals 33-Jährige polnische Meisterin auf der Triathlon-Sprintdistanz. Bei der Ironman-EM im Rahmen des Ironman Germany in Frankfurt wurde Jerzyk im Juli 2023 Dritte.
Im November 2024 erklärte die 36-Jährige auf sozialen Medien, dass sie ihr zweites Kind erwartet.

## Sportliche Erfolge
| Datum/Jahr    | Rang | Wettbewerb                                       | Austragungsort    | Zeit     | Bemerkung                                                             |
| ------------- | ---- | ------------------------------------------------ | ----------------- | -------- | --------------------------------------------------------------------- |
| 16. Aug. 2020 | 4    | POL Triathlon National Championships             | Białystok         | 02:05:55 |                                                                       |
| 25. Juli 2020 | 1    | POL Sprint Triathlon National Championships      | Rawa Mazowiecka   | 01:03:33 | Triathlon-Staatsmeisterin Sprintdistanz                               |
| 26. Aug. 2018 | 1    | POL Triathlon National Championships             | Krasnik           | 02:05:41 | Triathlon-Staatsmeisterin                                             |
| 13. Aug. 2017 | 1    | POL Triathlon National Championships             | Chodzież          | 02:02:41 | Triathlon-Staatsmeisterin                                             |
| 6. Aug. 2017  | 2    | CISM Militär-Weltmeisterschaft Triathlon         | Sassenberg        |          | zum dritten Mal Militär-Vizeweltmeisterin                             |
| 20. Aug. 2016 | 22   | Olympische Sommerspiele 2016                     | Rio de Janeiro    | 02:01:27 |                                                                       |
| 28. Mai 2016  | 9    | ETU Triathlon European Championships             | Lissabon          | 02:05:23 | Europameisterschaft auf der olympischen Kurzdistanz                   |
| 10. Okt. 2015 | 2    | CISM Militär-Weltmeisterschaft Triathlon         | Pohang            | 02:01:02 | Zweite hinter der Französin Emmie Charayron                           |
| 18. Sep. 2015 | 20   | ITU World Championship Series 2015               | Chicago           | 01:59:02 | Grand Final – Triathlon-Weltmeisterschaft auf der olympischen Distanz |
| 5. Sep. 2015  | 1    | POL Triathlon National Championships             | Polen             | 02:07:56 | Triathlon-Staatsmeisterin                                             |
| 11. Juli 2015 | 6    | ETU Triathlon European Championships             | Genf              | 02:10:20 | Europameisterschaft auf der olympischen Kurzdistanz                   |
| 13. Juni 2015 | 9    | Europaspiele 2015                                | Baku              | 02:04:27 |                                                                       |
| 17. Mai 2014  | 3    | ITU World Championship Series 2014               | Yokohama          | 01:59:24 |                                                                       |
| 17. Aug. 2013 | 1    | POL Triathlon National Championships             | Polen             | 02:01:59 | Triathlon-Staatsmeisterin                                             |
| 25. Aug. 2012 | 2    | CISM Militär-Weltmeisterschaft Triathlon         | Lausanne          |          |                                                                       |
| 7. Aug. 2012  | 25   | Olympische Sommerspiele 2012                     | London            | 02:02:52 |                                                                       |
| 13. Sep. 2011 | 1    | ITU Triathlon World Championship U23             | Peking            | 02:07:07 | Triathlon-Weltmeisterin in der Klasse U23                             |
| Juli 2011     | 1    | CISM Militär-Weltmeisterschaft Triathlon         | Rio de Janeiro    |          |                                                                       |
| 28. Aug. 2010 | 1    | ETU Triathlon European Championship U23          | Vila Nova de Gaia | 02:13:32 | U23-Europameisterin                                                   |
| 28. Mai 2010  | 1    | FISU World University Triathlon Championships    | Valencia          | 01:55:19 | Universitäts-Weltmeisterin                                            |
| 23. Juni 2006 | 9    | ETU Triathlon European Championship Junior Women | Autun             | 01:08:07 | Europameisterschaft Junioren                                          |

| Datum/Jahr    | Rang | Wettbewerb                | Austragungsort | Zeit     | Bemerkung                      |
| ------------- | ---- | ------------------------- | -------------- | -------- | ------------------------------ |
| 3. Sep. 2023  | 3    | Ironman 70.3 Poznań       | Poznań         | 04:13:41 |                                |
| 18. Juni 2023 | 2    | Challenge Gdansk          | Danzig         | 04:14:32 |                                |
| 14. Apr. 2019 | 1    | Ironman 70.3 Liuzhou      | Liuzhou        | 04:15:40 | erfolgreiche Titelverteidigung |
| 30. Sep. 2018 | 1    | Ironman 70.3 Cascais      | Cascais        | 04:26:06 |                                |
| 28. Juli 2018 | 4    | Challenge Prague          | Prag           | 04:24:11 |                                |
| 14. Apr. 2018 | 1    | Ironman 70.3 Liuzhou      | Liuzhou        | 04:19:13 |                                |
| 18. März 2018 | 1    | Ironman 70.3 Taiwan       | Taitung        | 04:21:21 |                                |
| 29. Jan. 2017 | 3    | Ironman 70.3 South Africa | East London    | 04:39:49 |                                |
| 5. Okt. 2013  | 1    | Ironman 70.3 Lanzarote    | Lanzarote      |          |                                |

| Datum/Jahr    | Platz | Wettbewerb                | Austragungsort    | Zeit     | Bemerkung |
| ------------- | ----- | ------------------------- | ----------------- | -------- | --------- |
| 2. Juli 2023  | 3     | Ironman Germany           | Frankfurt am Main | 09:02:52 |           |
| 25. Nov. 2022 | 7     | Ironman Israel            | Tiberias          | 09:08:44 |           |
| 1. Dez. 2019  | 5     | Ironman Western Australia | Busselton         | 08:57:32 |           |
| 7. Juli 2019  | 4     | Challenge Roth            | Roth              | 08:48:49 |           |

| Datum/Jahr    | Rang | Wettbewerb                          | Austragungsort | Zeit     | Bemerkung                                                                                      |
| ------------- | ---- | ----------------------------------- | -------------- | -------- | ---------------------------------------------------------------------------------------------- |
| 23. Mai 2009  | 2    | ETU Duathlon European Championships | Budapest       | 02:05:02 | Duathlon Kurzdistanz Vizeeuropameisterin – nur 18 Sekunden hinter der Britin Catriona Morrison |
| 27. Sep. 2008 | 1    | ITU Duathlon World Championship U23 | Rimini         | 02:06:08 | U23-Weltmeisterin auf der Duathlon-Kurzdistanz                                                 |

(DNF – Did Not Finish)